# Bayerischer Wald
Bayerischer Wald (fil) är en bergskedja i tyska delstaten Bayern. Den ligger vid delstatens östra gräns och går i bergen Großer Arber och Großer Rachel upp till 1 456 respektive 1 453 meter över havet. 1970 inrättades på bergskedjans östra del Tysklands första nationalpark. Idag är den ansluten till en nationalpark på Tjeckiens sida. Området får mycket nederbörd eftersom bergen tvingar upp molnen på högre höjd. Ursprungligen kallades endast en lägre höjdsträckning närmare Donau för Bayerischer Wald medan huvudkammen på gränsen till Tjeckien kallades Böhmerwald. 

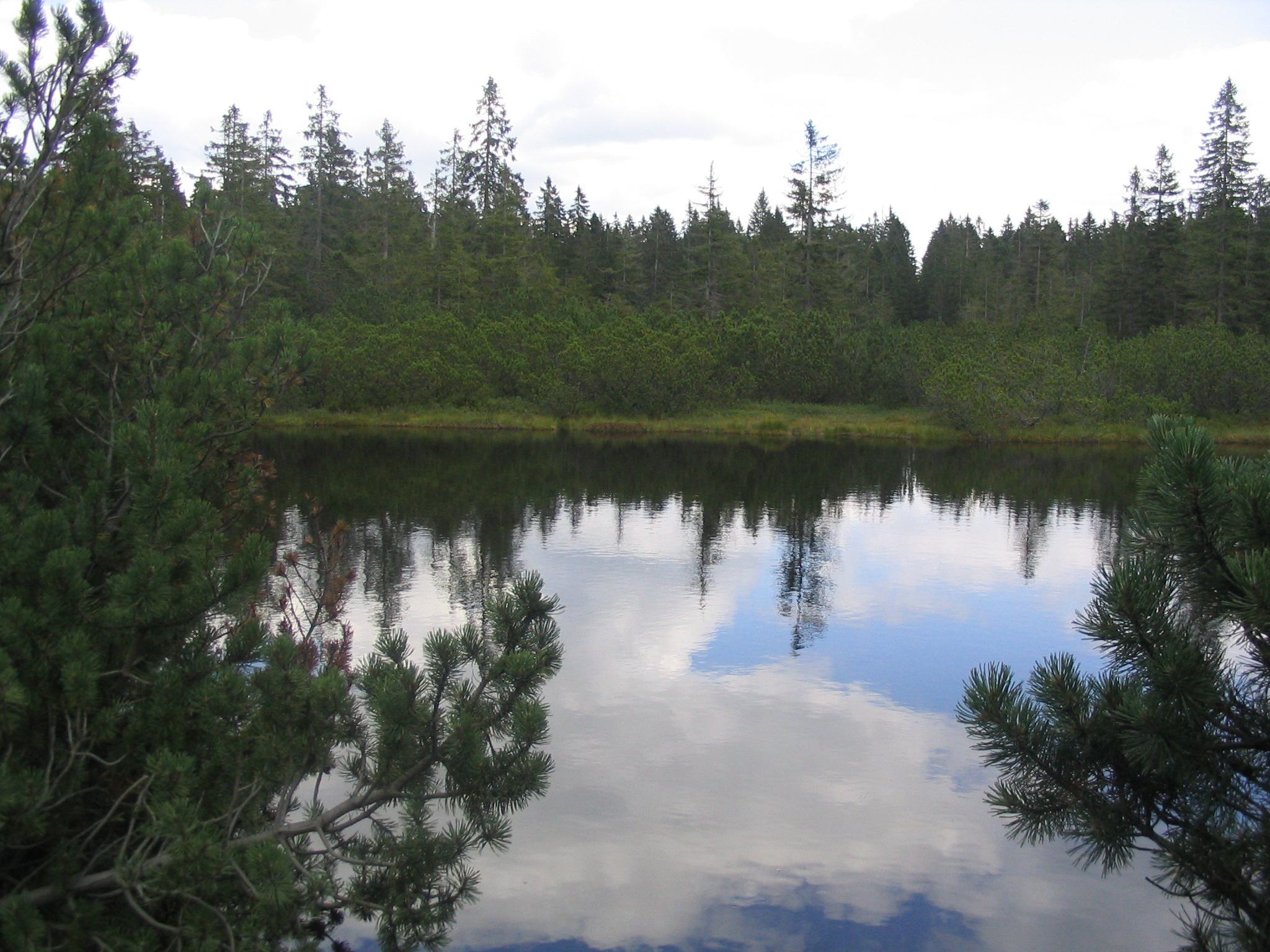
Sjön Latschensee i Bayerischer Wald.

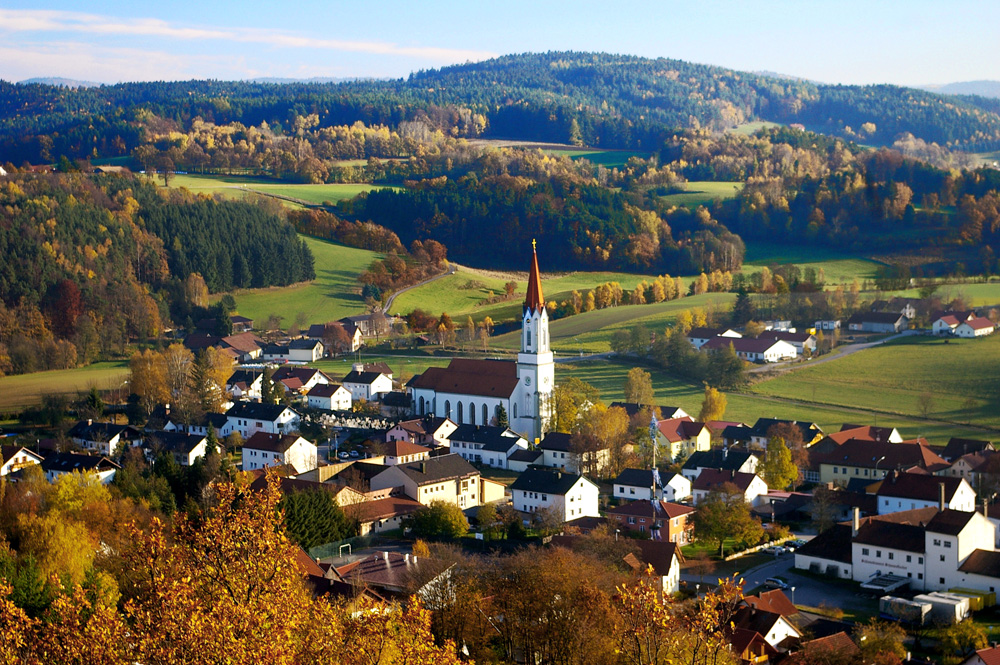
Zell i Bayerischer Wald sett från borgruinen Lobenstein.

I nationalparken Bayerischer Wald finns stora hägn för bland annat brunbjörn och varg.